# 断·桥
《断·桥》是由李玉执导，马思纯、王俊凯、范伟主演的中国大陆剧情片，该片大多数场景在四川省南充市和绵阳市取景。2022年8月13日於中國大陸上映。

## 剧情
黄雀市中南大桥突然垮塌，桥墩中一副人骨赫然惊现。死者女儿闻晓雨（马思纯 饰）为追查父亲死因，得到一个自称孟超（王俊凯 饰）的男孩协助，并携手走上探寻真相与复仇之路。渐渐地，他们发现，闻晓雨的养父朱方正（范伟 饰）背后竟然隐藏着惊天的秘密……

## 演员表
| 演员     | 角色   | 角色介绍                                 |
| -------- | ------ | ---------------------------------------- |
| 馬思純   | 聞曉雨 | 斷橋死者聞亮的女兒                       |
| 王俊凯   | 孟超   | 幫助聞曉雨找尋真相的汽修工人，真名張清冬 |
| 范伟     | 朱方正 | 聞曉雨的乾爹（養父），大橋工程負責人     |
| 曾美慧孜 | 甘小漾 | 菊懷義的情人                             |
| 李晓川   | 菊懷義 | 大橋工程負責人                           |
| 赵润南   | 許野   | 黄雀市公安局民警                         |
| 龚蓓苾   | 張慧   | 朱方正的妻子，聞曉雨的乾媽（養母）       |
| 黃璐     | 周丰   | 黃雀市公安局法醫                         |
| 莫西子詩 | 聞亮   | 聞曉雨的父親，大橋工程師                 |
| 曾慕梅   | 藍莓   | 菊懷義和甘小漾的女兒                     |
| 万茜     | 宋雅美 | 酒吧老闆娘，聞亮的情人                   |
| 刘琳     |        | 聞曉雨的媽媽                             |
| 方励     | 唐先生 |                                          |

## 制作与发行
2020年9月，影片获国家电影局备案。2021年1月21日，影片发布先导海报及主演人物海报。2月12日，发布贴片预告。10月21日第21届全国院线国产影片推介会上，阿里影业发布了包括该片与《第一炉香》《新神榜：杨戬》《野马分鬃》在内的多部影片的混剪视频。12月28日，主演之一王俊凯在参加第34届中国电影金鸡奖开幕式时透露该片将于次日定档。12月29日，影片官宣定档于2022年6月2日（端午节假期）。5月16日，該片宣佈改檔至暑期上映，並於8月3日官宣定檔於8月13日。

## 票房
- 《断·桥》在首映日收获票房7700万元人民币。[10]

## 奬項
| 年份 | 颁奖典礼     | 奖项               | 入圍者 | 结果 |
| ---- | ------------ | ------------------ | ------ | ---- |
| 2023 | 第36屆華鼎獎 | 華語電影最佳男主角 | 范伟   | 提名 |

## 外部連結
- 时光网上《断·桥》的資料（简体中文）
- 豆瓣电影上《断·桥》的資料 （简体中文）
- 互联网电影数据库（IMDb）上《断·桥》的资料（英文）
- 1905电影网上《断·桥》的资料（简体中文）
- 电影断桥的新浪微博